# Ludwig von Benedek
Ludwig August Ritter von Benedek (Ungarisch: Lovag Benedek Lajos) (* 14. Juli 1804 in Ödenburg, Ungarn; † 27. April 1881 in Graz) war ein österreichischer Feldzeugmeister ungarischer Nationalität. Er kommandierte die kaiserliche Armee im Jahre 1866 in der Schlacht bei Königgrätz gegen die preußische Armee.

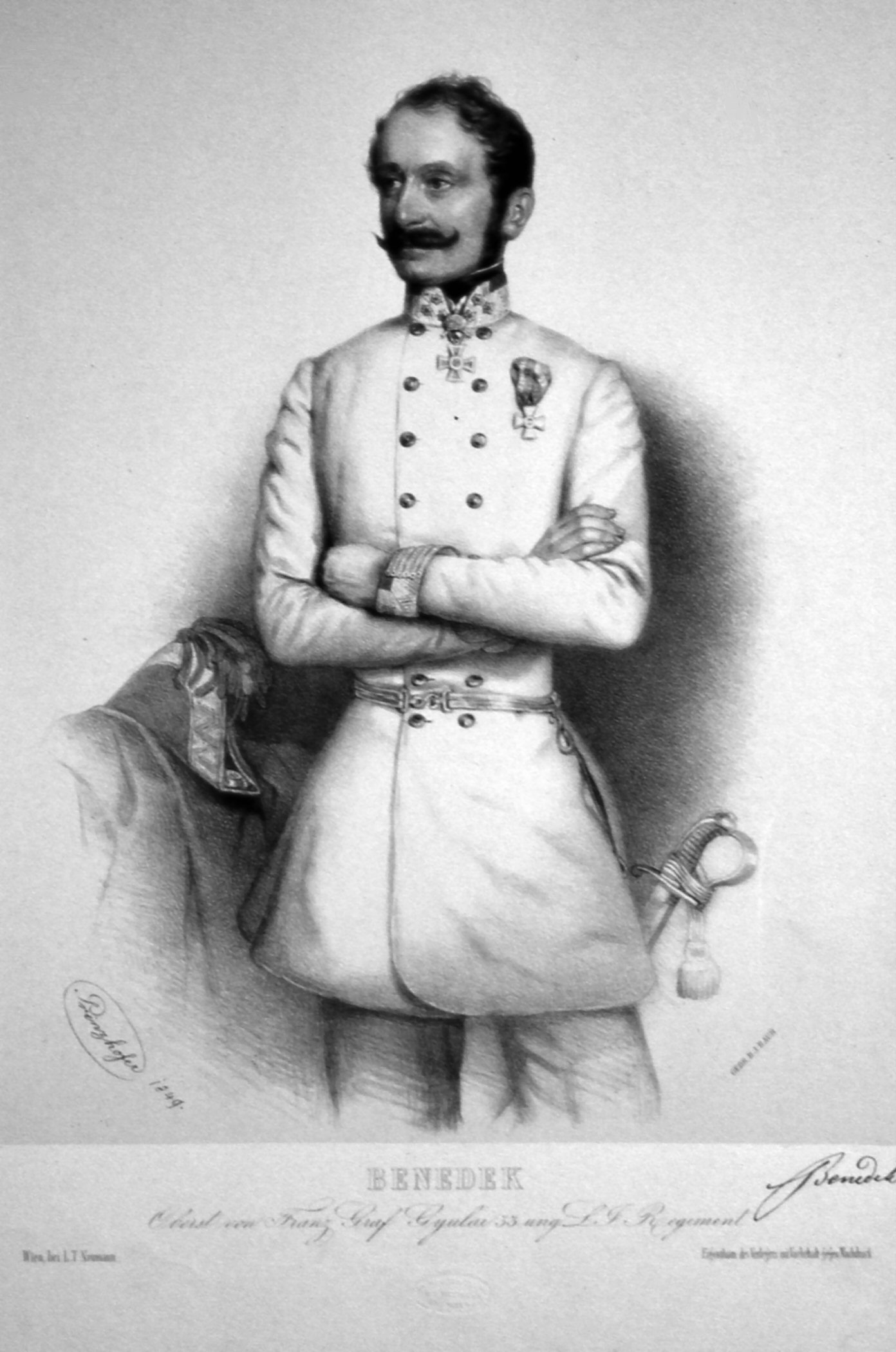
Ludwig Benedek (Lithographie von August Prinzhofer, 1849)

## Leben

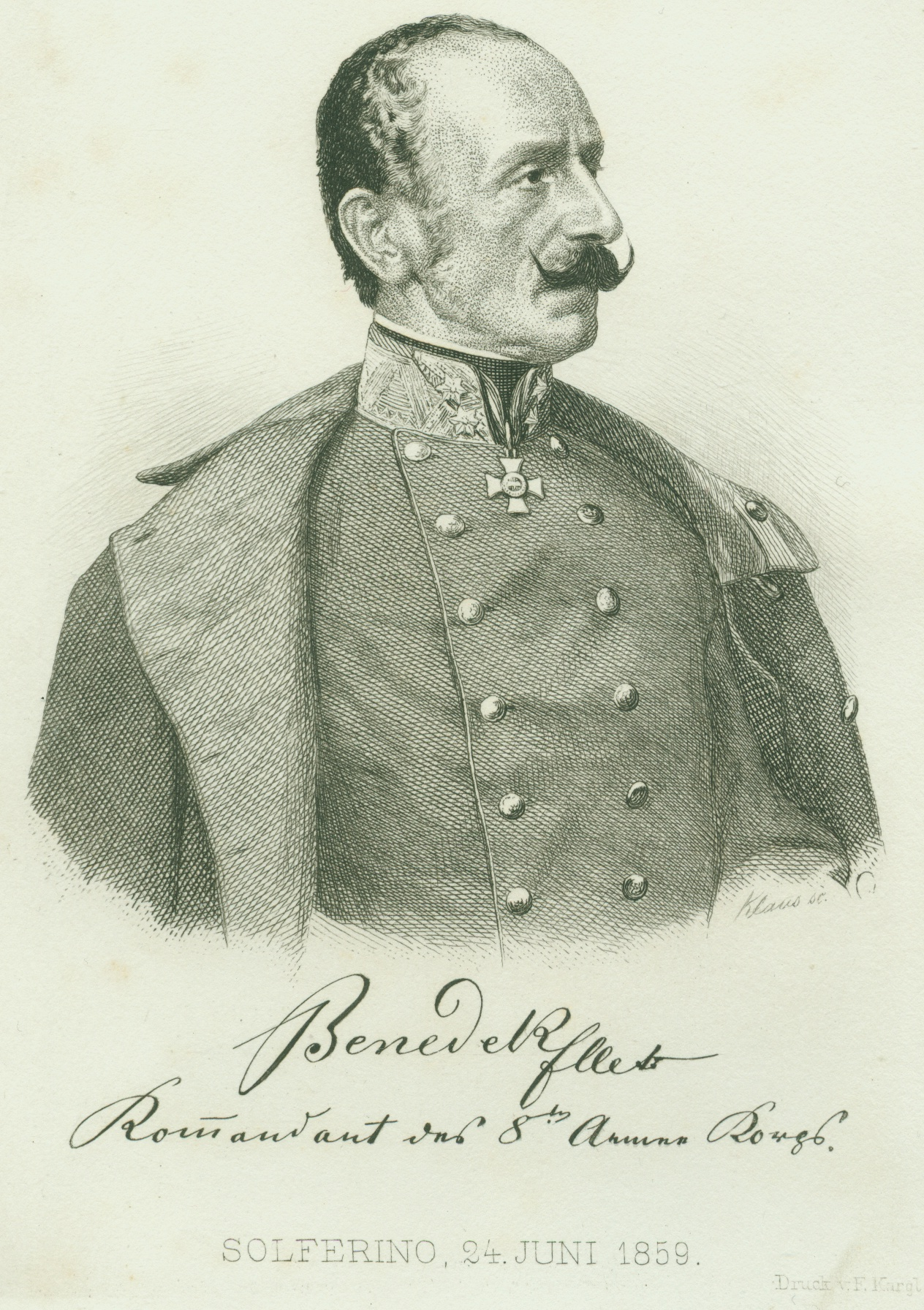
Ludwig von Benedek (Kupferstich von 1859)

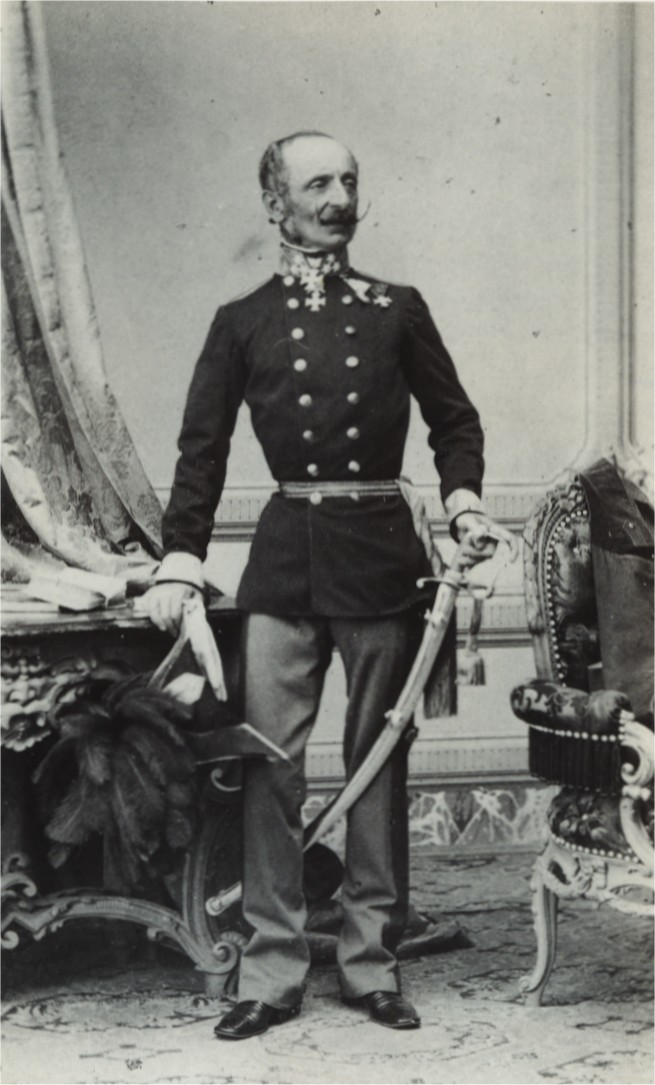
Ludwig von Benedek, Fotografie von Ludwig Angerer, 1860

### Frühe Jahre
Ludwig von Benedek war der Sohn des Dr. med. und Professors Johann Andreas von Benedek (1774–1850) und der Sofia Katharina, geborene Thurner (1780–1836). Seine militärische Ausbildung begann am 3. Mai 1818 mit dem Eintritt in die Theresianische Militärakademie in Wiener Neustadt. Er trat am 20. Oktober 1822 als Fähnrich in das Infanterie-Regiment Nr. 27 ein und wurde am 1. Februar 1825 als Unterleutnant zum Infanterie-Regiment Nr. 47 versetzt. Am 15. März 1831 zum Oberleutnant befördert, wurde er Ende Juli 1833 dem Generalquartiermeisterstab der Armee in Italien zugewiesen. Am 20. April 1835 wurde er Hauptmann, am 22. Mai 1840 Major und Adjutant beim Generalkommando in Galizien. Nach seiner Versetzung zum Infanterie-Regiment Nr. 37 wurde er am 22. Dezember 1843 zum Oberstleutnant und am 17. April 1846 zum Oberst befördert. Er trug im Februar des Jahres wesentlich zur schnellen Unterdrückung eines Aufstandes in den westlichen Teilen Galiziens bei. Man nannte ihn danach den „Falken von der Weichsel“ und er erhielt das Ritterkreuz des Leopold-Ordens. Durch die Verleihung des Ordens wurde er in den Ritterstand erhoben.
1841 heiratete er Julie Krieg von Hochfelden (1811–1895) verwitwete von Woyna, Tochter von Franz Krieg von Hochfelden.

### Kommandant in Italien
Am 21. Januar 1848 wurde er Kommandant des im Raum Pavia stehenden Infanterie-Regiments Nr. 33 Graf Gyulay, bei welchem er seit Mitte August 1847 im Dienst stand. Zu Beginn der Aufstände in Mailand führte er sein Regiment aus seiner Garnison Pavia geordnet zur Hauptarmee zurück. Am 5. April 1848 übernahm er das Kommando über eine Brigade. Er zeichnete sich im ersten italienischen Unabhängigkeitskrieg mehrfach aus, namentlich am 29. Mai bei Curtatone, wo er an der Spitze seiner Brigade den entscheidenden Sturmangriff leitete. Dafür wurde er mit dem Militär-Maria-Theresien-Orden ausgezeichnet. Am folgenden Tag nahm er an der Schlacht von Goito teil.
Im Feldzug von 1849 erwarb er neue Lorbeeren bei der Erstürmung von Mortara (21. März) und in der folgenden Schlacht bei Novara. Erzherzog Albrecht, der Divisionär Benedeks, überreichte ihm als Anerkennung den Degen seines Vaters, des Erzherzogs Karl, des Siegers von Aspern. Am 3. April 1849 wurde er zum Generalmajor befördert und kurzfristig zum Stabschef des Generalquartiermeisters der Italienarmee ernannt.

### Ungarnaufstand
Während des Aufstandes in Ungarn wurde Benedek 1849 zur Armee in Ungarn beordert und nahm am 29. Juni bei der Eroberung von Raab teil. Während der Zweiten Schlacht von Komorn (2. Juli 1849) zeichnete er sich im Bereich des IV. Reserve-Korps (FML Wohlgemuth) bei Ács aus und stürmte das Dorf Ö-Szőny, einen wichtigen Stützpunkt der ungarischen Stellung. Nach dem Kriegsende in Ungarn wurde er am 14. Oktober 1849 zum Generalstabschef der Italienarmee des Feldmarschall Radetzky ernannt. Am 26. Oktober 1852 wurde er zum Feldmarschallleutnant befördert. Am 28. Februar 1857 übernahm er kurzfristig die Führung das II. Armeekorps in Krakau, dieses Kommando tauschte er am 27. März mit dem Kommando über das IV. Armeekorps in Lemberg, das während des Krimkriegs der Observationsarmee in Galizien zugeteilt war.

### Schlacht von San Martino
Im Frühjahr 1859 nahm Ludwig von Benedek als Kommandierender General des VIII. Armeekorps (mit Sitz in Cremona) am Sardischen Krieg in Italien teil. Am 27. Mai 1859 wurde er zum Feldzeugmeister (das entsprach in der österreichischen Armee dem zweithöchsten Rang nach dem Feldmarschall) befördert. Nach dem Verlust von Mailand deckte er den Rückzug, am 8. Juni führten seine Truppen das erfolgreiche Gefecht von Melegnano. Während am 24. Juni unter dem Kommando des jungen Kaisers Franz Joseph I. die blutige Schlacht von Solferino gegen die Truppen des französischen Kaisers Napoléon III. geschlagen wurde, stellte Ludwig von Benedek zeitgleich die gesamte Armee König Viktor Emanuels II. von Sardinien-Piemont wenige Kilometer nördlich von Solferino in der Schlacht von San Martino. Die österreichischen Einheiten warfen die Piemontesen zuerst zurück, so dass der König seine in Richtung Solferino marschierende Brigade „Aosta“, nach San Martino zurückbeordern musste. Während die Schlacht von Solferino mit einer fürchterlichen Niederlage Franz Josephs I. endete, blieb die Schlacht von San Martino lange Zeit unentschieden. Der Hügel von San Martino wechselte im Lauf des Tages sieben Mal den Besitzer. Feldzeugmeister Benedek hatte mittlerweile einen Rückzugsbefehl erhalten, dem er aber nicht nachkam. Erst gegen 21 Uhr konnten die letzten österreichischen Stellungen von den Piemontesen eingenommen werden. Er erhielt dafür das Kommandeurskreuz des Maria-Theresia-Ordens, das auch für Taten und Erfolge, die entgegen einem Befehl erzielt wurden, verliehen wurde.
Da Benedek, im Gegensatz zu den anderen österreichischen Generalen, im Sardinischen Krieg erfolgreich gekämpft hatte, wurde er am 30. Januar 1860 zum Chef des Generalquartiermeisterstabes, am 19. April 1860 zum Zivil- und Militärgouverneur von Ungarn und wenig später, am 20. Oktober 1860 zum Oberkommandanten der österreichischen Truppen in Venetien und den Alpenländern ernannt. Am 18. April 1861 wurde er auf Lebensdauer Mitglied des österreichischen Herrenhauses, das Oberhaus des Reichsrates.

### Schlacht von Königgrätz

Schlacht von Königgrätz (Gemälde von Georg Bleibtreu)

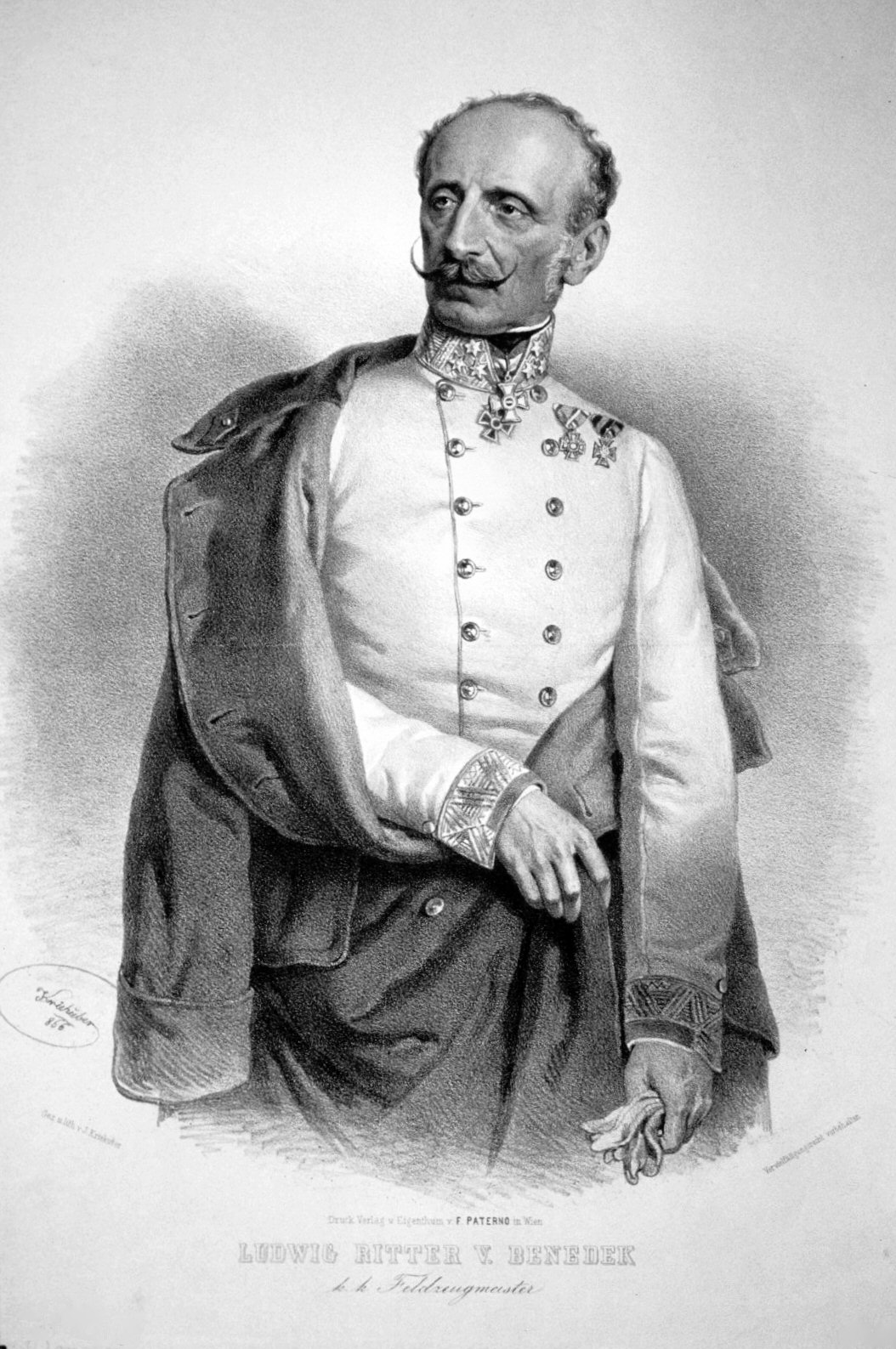
Ludwig von Benedek Lithographie von Josef Kriehuber, 1866

Seine bisherigen Leistungen hatten ihm solches Vertrauen und solche Popularität erworben, dass er beim Ausbruch des Deutschen Krieges von 1866 zum Oberbefehlshaber der Nordarmee ernannt wurde, obwohl immer Erzherzog Albrecht dafür vorgesehen war. Benedek hatte sich gegen diese Ernennung gesträubt, da er weder das Terrain im Norden noch den Feind, den er bekämpfen sollte, kannte, schließlich aber gehorchte er aus Rücksicht auf die dynastischen Interessen der Habsburger, obwohl er selbst keine Generalstabsausbildung absolvieren konnte und daher weitgehend auf den Leiter seiner Operationskanzlei angewiesen war. Eine Niederlage Albrechts hätte nämlich auch den Rücktritt Franz Josephs bedeuten können.
Dazu kam, dass die Modernisierung der Armee noch nicht abgeschlossen war, so dass jeder Feldherr Mühe gehabt hätte, mit ihr erfolgreich zu operieren. Die lange Zeit für überlegen gehaltenen Zündnadelgewehre verschafften den Preußen keinen so großen Vorteil wie häufig angenommen. Denn Benedek hatte die Stellung gut gewählt, da Königgrätz Schießplatz der österreichischen Artillerie war. Diese war der preußischen weit überlegen, da sie über Geschütze mit Drall verfügte. Allerdings hatte die österreichische Infanterie schon in den Vorgefechten von Skalitz, Trautenau, Hühnerwasser und Schweinschädel 77 % Verluste durch die hohe Feuergeschwindigkeit der Preußen. Die Versäumnisse in der militärischen Rüstungsvorbereitung und die Fehler des Leiters der Operationskanzlei Alfred von Henikstein und der Unterführer waren jedoch letztlich noch entscheidender.
Die Schlacht von Königgrätz markierte einen Wendepunkt in der Militärgeschichte, indem sie dem Grundsatz „Getrennt (auf-)marschieren, aber vereint schlagen“ zum Durchbruch verhalf und die Eisenbahntransportkapazität (Strategische Bahn) sowie telegraphische Fernmeldeverbindungen zu einem entscheidenden Faktor wurden.
Benedeks Heeresleitung war daher nicht so planvoll und entschlossen wie bisher. Von dem raschen Vordringen der Preußen überrascht, beging er den Fehler, seine Truppen zu zersplittern; er setzte ferner der Armee des preußischen Kronprinzen Friedrich Wilhelm beim Einmarsch in Böhmen nicht den gehörigen Widerstand entgegen und wählte für die Entscheidungsschlacht am 3. Juli 1866 bei Königgrätz eine Stellung, welche bei einer Niederlage die besiegte österreichisch-ungarische Armee in die größte Gefahr bringen musste, indem diese die Elbe im Rücken behielt.
Nachdem die österreichische Armee geschlagen war, rettete Benedek einen Großteil des Heers mit Geschick nach Olmütz und von da nach Ungarn: „Als gegen neun Uhr abends der letzte Schuß fiel, waren von den 215.000 Österreichern, die … Benedek gegen 221.000 Preußen in die Schlacht geführt hatte, immerhin 180.000 dem Zangengriff Moltkes entkommen.“
Der amerikanische Historiker Gordon A. Craig (siehe #Literatur) führte dies auf das hohe Risiko der Zangenstrategie zurück. Auch sei der Führer der am rechten Flügel der Preußen stehenden „Elb-Armee“, Eberhard Herwarth von Bittenfeld, ständig um seine Rückzugslinie besorgt gewesen. Deshalb sei Moltkes Optimalziel – die Österreicher einzuschließen – nicht erreicht worden: Herwath zögerte mit einem Stoß gegen die Straße nach Königgrätz und ließ so den Österreichern den Fluchtweg frei.

### Verlust des Kommandos

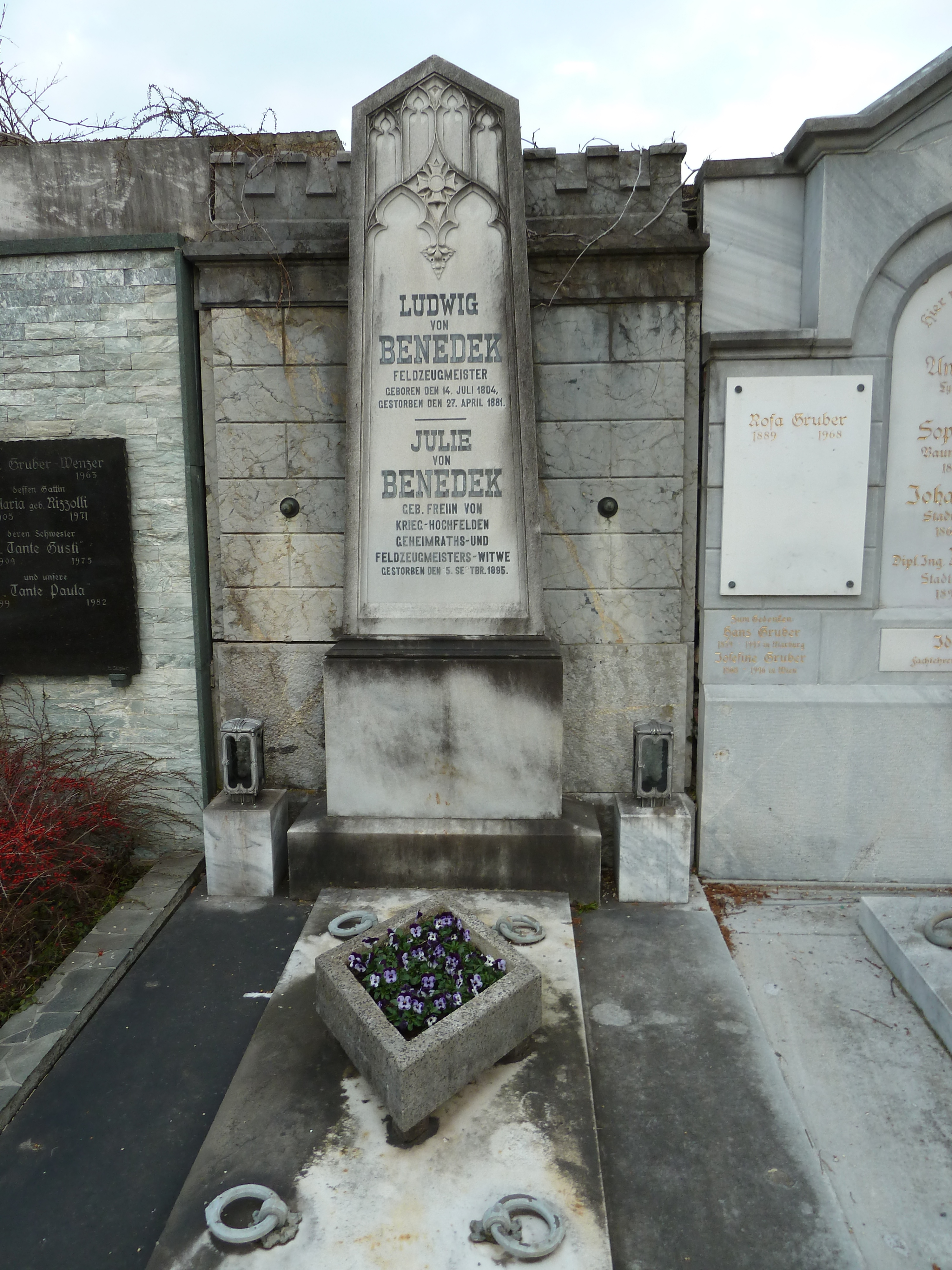
Grabmal Ludwig von Benedek; Friedhof Graz St.Leonhard

Die Stellung Kaiser Franz Josephs I. wurde durch die Niederlage bei Königgrätz außen- und innenpolitisch außerordentlich geschwächt. Unter Inanspruchnahme der „kleindeutschen Lösung“, also dem Ausschluss Österreichs aus dem Deutschen Bund, war Preußen endgültig zur Führungsmacht in Deutschland geworden.
Ludwig von Benedek verlor sein Kommando und wurde durch Erzherzog Albrecht in der Oberbefehlshaberstelle ersetzt. Der oberste Militärjustizsenat verhängte gegen ihn und einige Offiziere eine kriegsgerichtliche Untersuchung, die jedoch auf Befehl des Kaisers eingestellt wurde. Es wurde ihm jedoch das Versprechen abverlangt, über die Umstände der Niederlage für immer zu schweigen.
Benedek wurde in einem Artikel der Wiener Zeitung aufs Schärfste verurteilt, der Kaiser habe Gnade walten lassen, denn es gibt kein Gesetzbuch, das den Mangel höchster geistiger Begabung straffällig erklärt. Tief gedrückt durch diese Demütigung, zog er sich nach seiner Verabschiedung nach Graz zurück, wo er in größter Zurückgezogenheit lebte und am 27. April 1881 in seiner Villa, Beethovenstraße 8, starb. Er liegt in einem Ehrengrab auf dem St.-Leonhard-Friedhof in Graz begraben.

### Würdigung

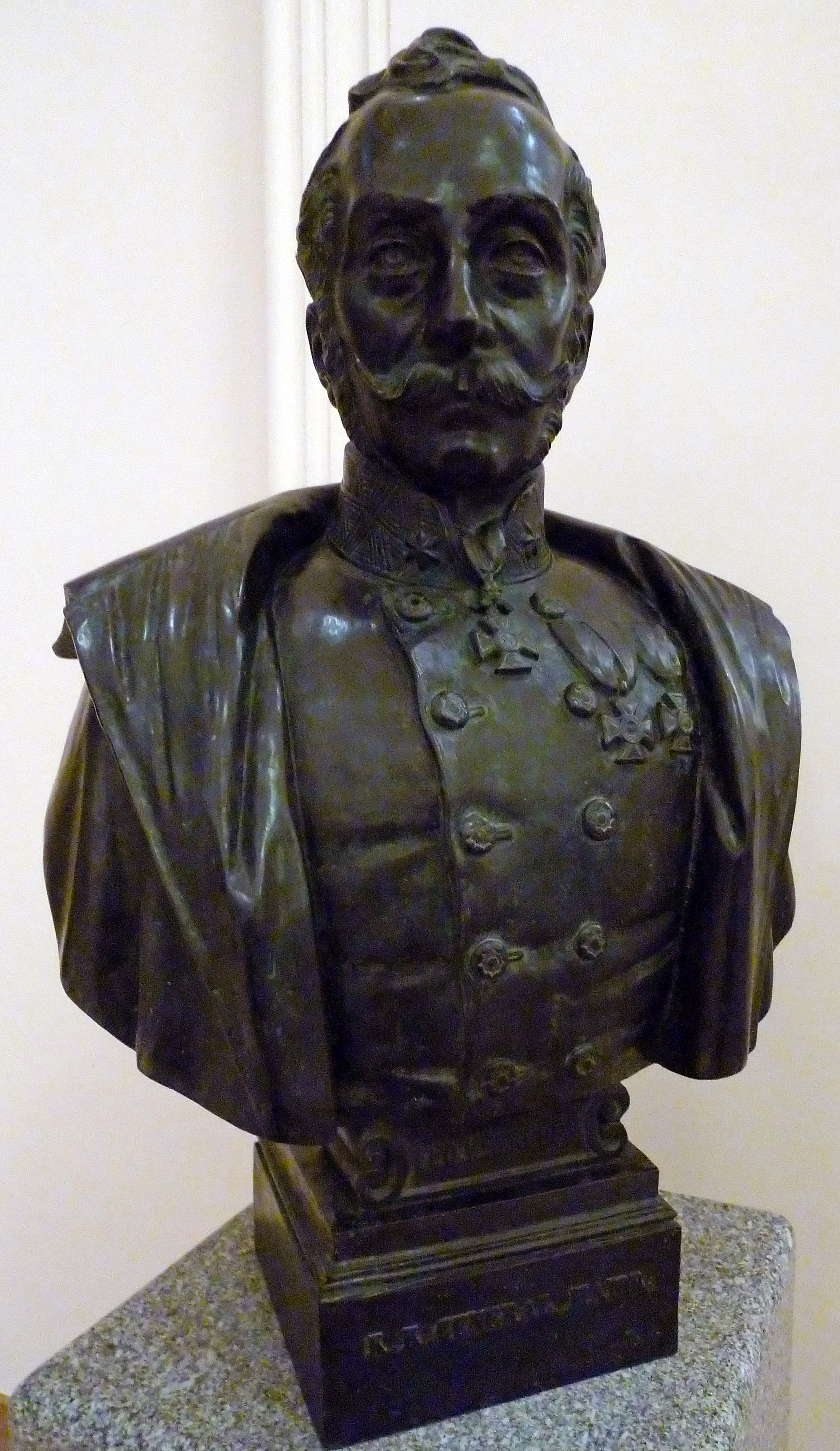
Büste im Heeresgeschichtlichen Museum Wien.

Die Kaserne des Österreichischen Bundesheeres in Bruckneudorf ist nach FZM Benedek benannt.